# Taiyō Koga
Taiyō Koga (古賀 太陽 Koga Taiyō?, Niigata, 28 de octubre de 1998) es un futbolista japonés que juega como defensa en el Kashiwa Reysol.

## Trayectoria

### Clubes
| Club                    | País  | Año   |
| ----------------------- | ----- | ----- |
| Kashiwa Reysol          | Japón | 2017- |
| Avispa Fukuoka (cedido) | Japón | 2018  |

## Palmarés

### Títulos internacionales
| Título                                | Equipo             | Sede          | Año  |
| ------------------------------------- | ------------------ | ------------- | ---- |
| Campeonato de Fútbol de Asia Oriental | Selección de Japón | Corea del Sur | 2025 |